# Jedna Rosja

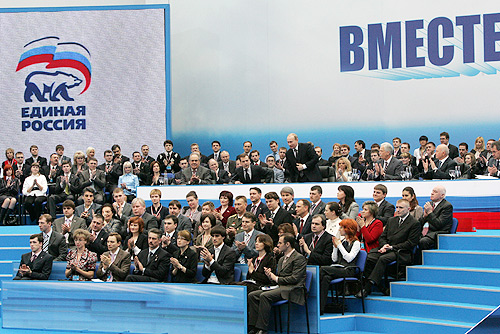
9. Kongres partii Jedna Rosja, 15 kwietnia 2008

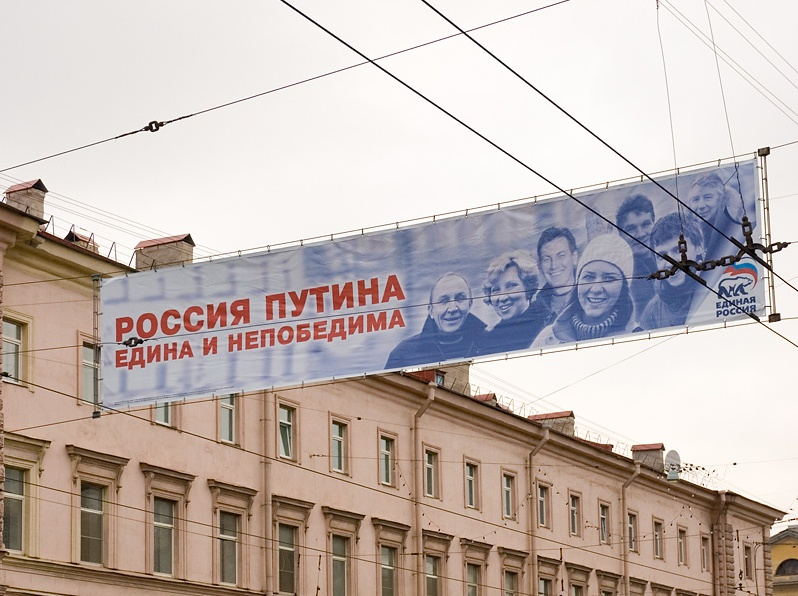
„Rosja Putina. Zjednoczona i niezwyciężona”

Jedna Rosja (ros. Единая Россия, Jedinaja Rossija, dosłownie Zjednoczona Rosja) – największa partia polityczna w Federacji Rosyjskiej, obecnie w posiadaniu 324 z 450 miejsc w Dumie Państwowej. Określa się jako partia konserwatywna, jej liderem jest Dmitrij Miedwiediew. Stanowi zaplecze polityczne Prezydenta Rosji, Władimira Putina. Partia została założona 2 grudnia 2001 na zjeździe scalającym trzy organizacje partyjne: Jedność (z liderem Siergiejem Szojgu), Ojczyzna (z liderem Jurijem Łużkowem) i Cała Rosja (z liderem Mintimerem Szajmijewem), powstała z niej nowa Wszechrosyjska Polityczna Partia Jedność i Ojczyzna – Jedna Rosja.
Według danych z dnia 20 września 2005, partia posiadała łącznie około 29 856 biur lokalnych na terenie całego kraju, a także jedno zagraniczne biuro w Izraelu, prowadzone w związku z umową z izraelską partią Kadima.
W 2018 r. partia przegrała drugie tury wyborów gubernatorów w Kraju Chabarowskim i obwodzie władimirskim, a w Chakasji kandydat JR wycofał się z drugiej tury mimo uzyskania w pierwszej drugiego miejsca.
Szefem Centralnego Komitetu Wykonawczego na zjeździe 4 grudnia 2021 roku został Aleksander Sidiakin.

## Ideologia
Partia określa się jako konserwatywna. Według manifestu politycznego partii z 2003 celem partii jest: „Ścieżka narodowego sukcesu, zjednoczenie sił politycznych odpowiedzialnych za kraj, mające na celu zminimalizować różnice między bogatymi i biednymi, młodymi i starymi, państwa, gospodarki i społeczeństwa. Gospodarka powinna łączyć wolność rynku i państwa, oraz jego odpowiednią regulację. Partia, przynajmniej oficjalnie, odrzuca ideologie lewicowe i prawicowe, w zamian za «polityczny centryzm», którym można zjednoczyć wszystkie warstwy społeczeństwa”. W partii istnieją lub istniały m.in. grupy liberalno-konserwatywne, konserwatywne, konserwatywno-liberalne i socjalkonserwatywne.
Badacze, mimo samych deklaracji partii, określają ją jako ugrupowanie nacjonalistyczne i skrajnie prawicowe.

## Poparcie w wyborach

### Wybory parlamentarne[14]
| Wybory | Duma Państwowa | Duma Państwowa | Duma Państwowa | Duma Państwowa | Duma Państwowa | Rząd      |
| Wybory | Głosy          | Głosy          | Głosy          | Mandaty        | Mandaty        |           |
| Wybory | Liczba         | %              | +/−            | Liczba         | +/−            |           |
| ------ | -------------- | -------------- | -------------- | -------------- | -------------- | --------- |
| 2003   | 22 779 279     | 37,57%         | –              | 223/450        | –              | Większość |
| 2007   | 44 714 241     | 64,30%         | 26,73          | 315/450        | 92             | Większość |
| 2011   | 32 379 135     | 49,32%         | 14,98‬          | 238/450        | 77             | Większość |
| 2016   | 28 527 828     | 54,20%         | 4,88‬           | 343/450        | 105            | Większość |
| 2021   | 28 064 258     | 49,82%         | 4,38           | 324/450        | 19             | Większość |

### Wybory prezydenckie
| Wybory | Kandydat            | I tura     | I tura            | II tura | II tura |
| Wybory | Kandydat            | Głosów     | %                 | Głosów  | %       |
| ------ | ------------------- | ---------- | ----------------- | ------- | ------- |
| 2004   | Władimir Putin      | 49 565 238 | 71,3 (Zwycięstwo) | –       | –       |
| 2008   | Dmitrij Miedwiediew | 52 530 712 | 71,2 (Zwycięstwo) | –       | –       |
| 2012   | Władimir Putin      | 46 602 075 | 63,6 (Zwycięstwo) | –       | –       |
| 2018   | Władimir Putin      | 56 430 712 | 76,7 (Zwycięstwo) | –       | –       |
| 2024   | Władimir Putin      | 76 277 708 | 87,3 (Zwycięstwo) | –       | –       |

### Elektorat
Według badań wyborcy Jednej Rosji byli młodsi i bardziej obeznani w sprawach rynkowych niż przeciętny wyborca. Dużą część elektoratu partii stanowią pracownicy państwowi, emeryci i personel wojskowy, czyli ludzie, których warunki bytowe uzależnione są od państwa. 64% wyborców Jednej Rosji to kobiety. W wyborach do Dumy Państwowej w 2011 zaobserwowano wzrost liczby wyborców wśród młodych osób.

## Ważni członkowie
- Dmitrij Miedwiediew – przewodniczący partii
- Władimir Putin – Prezydent FR (zrezygnował z członkostwa w JR obejmując urząd)
- Boris Gryzłow – były minister spraw wewnętrznych i Przewodniczący Dumy Państwowej
- Siergiej Szojgu – były Minister Obrony FR
- Władimir Kołokolcew – Minister Spraw Wewnętrznych FR
- Siergiej Ławrow – Minister Spraw Zagranicznych FR
- Mintimer Szajmijew – Prezydent Republiki Tatarstanu do 2010 roku.
- Władisław Surkow – pierwszy zastępca szefa sztabu Prezydenta FR
- Aleksandr Żukow – Wiceprzewodniczący Rządu Federacji Rosyjskiej w latach 2004–2011